# Scrophularia pilosa
Scrophularia pilosa är en flenörtsväxtart som beskrevs av Takenoshin Nakai. Scrophularia pilosa ingår i släktet flenörter, och familjen flenörtsväxter. Inga underarter finns listade i Catalogue of Life.